# Gadebørn
Gadebørn er børn, der bor og sover på gaden, fordi de ikke har et hjem. Problemet opstår ofte som en konsekvens af misbrug eller fattigdom, samt en mangelfuld indsats fra forældrenes og myndigheders side.
Børn, der overlades til livet på gaden, findes oftest i fattige lande, der ikke har velfungerende sociale sikkerhedsnet. Det estimeres, at der på verdensplan findes op mod 150 millioner gadebørn.
Gadebørn findes oftest i storbyerne, og særligt i den tredje verden. De bliver ofte udsat for misbrug og udnyttelse, og bliver i visse ekstreme tilfælde myrdet af såkaldte "dødspatruljer", hyret af lokale forretningsmænd.
I Latinamerika er den almindeligste årsag til at børn lever på gaden, at de bliver opgivet af deres fattige familie, der er ude af stand til at brødføde dem. I Afrika er det en almindelig årsag, at forældrene er døde af AIDS.
Mange gadebørn sniffer lim eller anvender andre lettilgængelige produkter med narkotisk effekt, for at undslippe den virkelighed der omgiver dem.